# Pfarrkirche Mischendorf

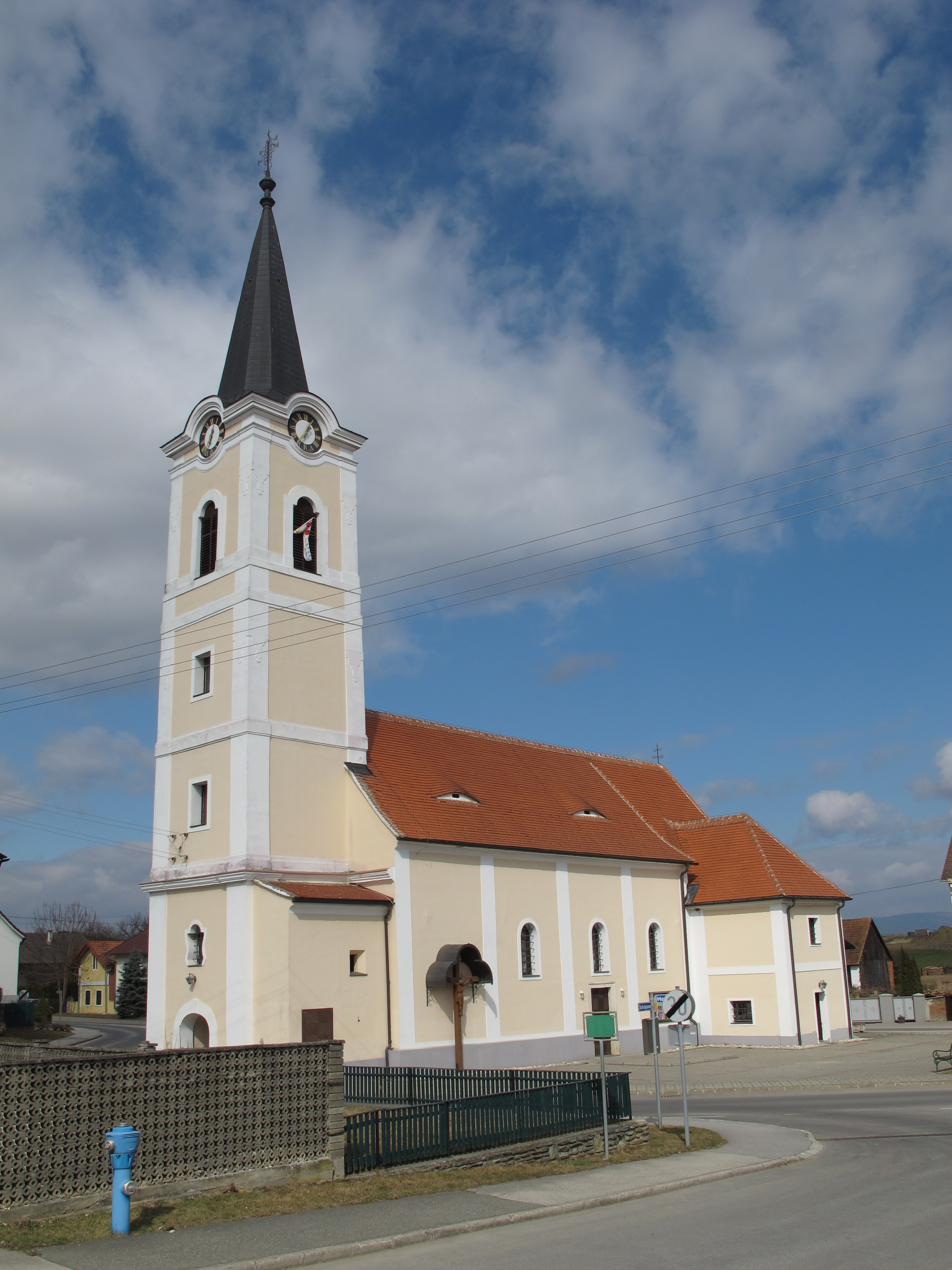
Kath. Pfarrkirche hl. Ladislaus in Mischendorf

Die römisch-katholische Pfarrkirche Mischendorf steht in der Gemeinde Mischendorf im Bezirk Oberwart im Burgenland. Sie ist nach dem heiligen Ladislaus benannt und gehört zum Dekanat Rechnitz in der Diözese Eisenstadt. Das Bauwerk steht unter Denkmalschutz.

## Geschichte
Die Pfarre, die im Mittelalter gegründet wurde, war zeitweise protestantisch und wurde 1654 wieder katholisch. Die mittelalterliche Pfarrkirche befand sich außerhalb des Ortes und war den Heiligen Cosmas und Damian gewidmet; sie wurde 1831 abgerissen.
Die heutige Kirche wurde unter Verwendung mittelalterlicher Bestände 1697 renoviert. 1757 wurde der Turm errichtet. Das Langschiff wurde 1768 im Rahmen einer Renovierung neu eingewölbt, der Kirchturm im Jahr 1864 erhöht. Die Kirche wurde 1946 restauriert und 1968 ausgemalt.

## Kirchenbau
Kirchenäußeres
Die Kirche ist ein einschiffiger, nach Nordosten ausgerichteter Bau mit langem, eingezogenem Chor. Die Apsis wird durch Strebepfeiler gegliedert und durch einen 5/8-Schluss abgeschlossen. Der Westturm ist viergeschoßig und hat einen Spitzhelm. Die Sakristei schließt an der Südseite an die Kirche an. Der Stuckdekor stammt von 1768.
Kircheninneres

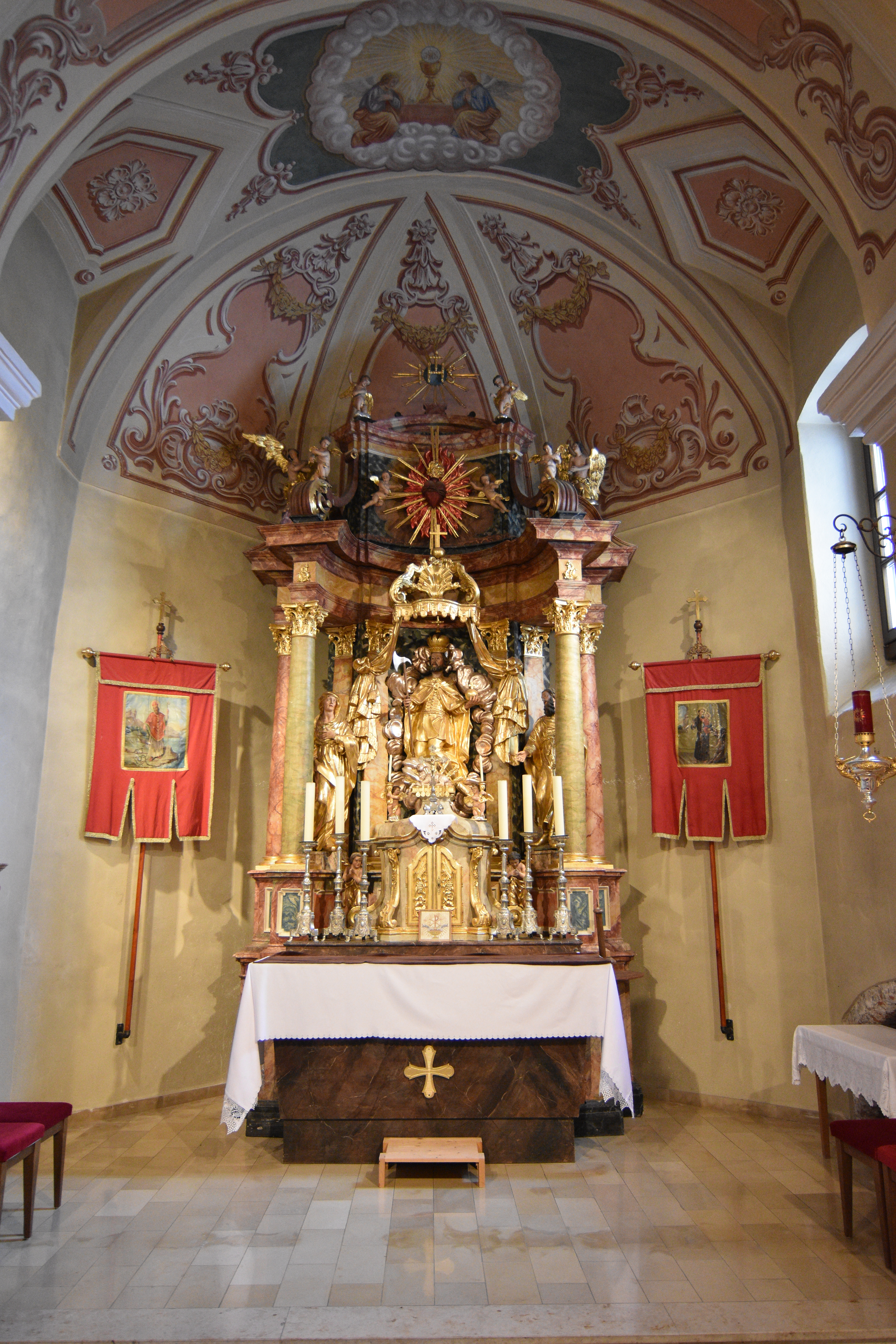
Der Hochaltar

Das Kirchenschiff ist vierjochig. Darüber ist Tonnengewölbe mit Stichkappen. Dazwischen sind Gurtbögen, die auf flachen Pilastern ruhen. Die dreiachsige Empore ist platzlgewölbt. Ein breiter Triumphbogen trennt das Langhaus vom Chor. Über dem Chorjoch ist Platzlgewölbe, über der Apsis eine schmale Quertonne und drei Stichkappen. In der Deckenzone ist barockisierende Dekorationsmalerei.

## Ausstattung
Die Malereien von 1946 stammen von Joseph Gruber.
Der Hochaltar wurde im zweiten Viertel des 18. Jahrhunderts geschaffen. Ursprünglich war er in der Kirche Szent Laszló in Bucsu aufgestellt und wurde 1772 von dort übertragen. Bei dem Altar handelt es sich um einen Nischenaltar mit Volutenbaldachin über toskanischen Säulen. Der Altar trägt drei Statuen, in der Mitte ist der heilige Ladislaus dargestellt, hinter den Säulen der heilige Joachim und die heilige Anna, die Eltern der heiligen Maria. Der Altar wurde 1946 restauriert.
Die Kanzel stammt aus der ersten Hälfte des 18. Jahrhunderts. Am Korb sind Figuren der vier Evangelisten und des heiligen Paulus dargestellt, auf dem Klangdeckel ist eine Statue, die Christus als Salvator darstellt. Auch die Kanzel wurde 1946 restauriert. In der Kirche befindet sich außerdem ein Vortragekreuz aus dem 18. Jahrhundert und das Bild von einem ehemaligen Seitenaltar von 1750, das den heiligen Patrick zeigt.

## Orgel
Die Orgel wurde 1983 von Rieger Orgelbau gefertigt und in das vorhandene, 1909 entstandene Gehäuse eingebaut. Die Orgel hat sieben Register auf Schleifladen in mechanischer Traktur, die auf einem Manual und Pedal spielbar sind.
Disposition der Orgel
| Manual C–f3 |       |
| Prinzipal   | 8′    |
| Holzgedackt | 8′    |
| Oktav       | 4′    |
| Rohrflöte   | 4′    |
| Gemshorn    | 2′    |
| Quinte      | 1 ⁄3′ |

| Pedal C–d1 |     |
| Subbass    | 16′ |

Koppel: I/P